# Gebraucht-Software
Als Gebraucht-Software wird Software bezeichnet, dessen vom Hersteller oder Verkäufer eingeräumtes Nutzungsrecht (oder Genehmigung) bereits erloschen ist.
Unter den Softwarebegriff fallen neben Computerprogrammen auch Datendateien. Gebraucht-Software steht daher als Begriff zunächst nicht nur für gebrauchte Computerprogramme, sondern auch für gebrauchte Daten wie beispielsweise E-Books oder Musik-, Foto- und Filmdateien. Die Rechtsprechung unterscheidet allerdings zwischen Computerprogrammen und Datendateien. Im Folgenden wird die Rechtslage bezüglich Computerprogrammen beschrieben, und der Begriff Software bedeutet hier explizit Programme.
Überschüssige Software entsteht zum einen im Rahmen von Insolvenzen, Umstrukturierungen und dem Abbau von Arbeitsplätzen, aber auch durch Systemumstellungen, die Einführung einer neuen Software etc. Dabei kann es auch Ziel der absetzenden Unternehmen sein, Überschüsse aus Volumenlizenzpaketen zu verkaufen. Neben Direktverkäufen zwischen Unternehmen gibt es spezialisierte Händler, die nach einem Abkauf diese Software wiederum interessierten Unternehmen zum Kauf anbieten. Unternehmen sind an Gebrauchtsoftware interessiert, weil sie in der Regel deutlich günstiger ist als „neue“ oder weil Softwarehersteller die gewollten, aber veralteten Versionen nicht mehr anbieten. Gebrauchtsoftwarehandel findet daneben aber auch an und zwischen Privaten statt. In Softwareverträgen, sowohl gegenüber Verbrauchern wie Unternehmern, wird der Weiterverkauf oftmals untersagt.

## Situation in Deutschland

### Rechtslage
Es wird darüber gestritten, inwieweit der Weiterverkauf bzw. die Übertragung des Nutzungsrechts erlaubt ist. Dabei bestehen bereits Meinungsunterschiede darüber, ob überhaupt eine Zustimmung des Urhebers erforderlich ist (bzw. ob § 34 Abs. 1 UrhG bzgl. Software [analog] anzuwenden ist). Rechtsexperten (wie Prof. Sosnitza, Hoeren, Dr. Grützmacher und andere) gehen teils davon aus, dass dies nicht notwendig ist. Wenn eine solche Zustimmung geboten sein sollte, darf ein Hersteller diese zumindest nicht wider Treu und Glauben verweigern. Eine weitere zentrale Rolle nimmt in der rechtlichen Diskussion die Frage ein, ob (und wie weit) sich Software bzw. das zugehörige Verbreitungsrecht auch im Wege digitaler Distribution und bei Volumenlizenzen erschöpft. Neben der AGB- und urheberrechtlichen Diskussion werden Weiterverkaufsverbote, die vielen Softwareüberlassungsverträgen zugrunde liegen, kartellrechtlich in Frage gestellt.
Der Bundesgerichtshof entschied nämlich in einem richtungsweisenden Urteil im Jahr 2000, dass der Weiterverkauf von datenträgerbasierter Software grundsätzlich nicht über Lizenzbedingungen von den Herstellern eingeschränkt werden kann. Der sogenannte Erschöpfungsgrundsatz findet demnach auch Anwendung auf OEM-Lizenzen, so dass der Handel mit OEM-Software ohne Einhaltung der OEM-Bedingungen grundsätzlich für rechtswirksam erachtet wird. Gleichwohl bedeutet dieses nicht, dass die genauen Auswirkungen des OEM-Urteils einhellig seitens der Rechtslehre bewertet werden.
Das Aufkommen von Gebrauchtsoftwarehandel in den letzten Jahren sorgte dafür, dass entsprechende Fragen zuletzt von mehreren Gerichten zu entscheiden waren. Ein Fall wurde im April 2008 (LG München I) rechtskräftig zugunsten eines grundsätzlichen Veräußerungsrechts entschieden. Wie jedoch das OLG München am 3. Juli 2008 einschränkend entschied, kann die Übertragung von Nutzungsrechten nur mit Zustimmung des Urhebers erfolgen. Diese Zustimmung dürfe der Urheber nach § 34 Abs. 1 UrhG wiederum nur in Ausnahmefällen (nicht wider Treu und Glauben, somit unter anderem nicht ohne wichtigen Grund) verweigern (ablehnend aber Landgericht Mannheim in einem Urteil vom 22. Dezember 2009 – Az. 2 O 37/09). Mittlerweile steht fest, dass der Bundesgerichtshof in der Sache entscheiden wird (und zwar durch Zulassung der Revision durch Beschluss des BGH). Auf Vorlage des BGH hat der EuGH in einem Urteil vom 3. Juli 2012 entschieden, dass gebrauchte Software weiterverkauft werden darf. Der BGH entschied mit Urteil vom 17. Juli 2013 – Az. I ZR 129/08 (UsedSoft II), dass der Erschöpfungsgrundsatz auch auf per Download erworbene Software gilt.

### Der Erschöpfungsgrundsatz
Der Handel mit gebrauchter Software beruht auf dem sogenannten Erschöpfungsgrundsatz des Urheberrechtsgesetzes (UrhG). Laut § 69 c Nr. 3 Satz 2 UrhG erschöpft sich das Verbreitungsrecht eines Herstellers an seinem Produkt in dem Moment, in dem es erstmals mit seiner Zustimmung in Verkehr gebracht wird. Sodann erschöpft sich das Verbreitungsrecht bzgl. des gesamten Binnenmarktes der Europäischen Union bzw. Europäischen Wirtschaftsgemeinschaft (gemeinschaftsweite Erschöpfung).
Zunächst liegt das Verbreitungsrecht beim Hersteller. Die Einräumung dieses Rechts soll gewährleisten, dass der Urheber durch den Verkauf seines Produktes eine angemessene Gegenleistung für seine Wertschöpfung erhält. Wurde dieses Recht allerdings einmal ausgeübt, hat es sich erschöpft. Danach ist das betreffende Werkstück zur Weiterverbreitung frei. Und zwar explizit „ungeachtet einer inhaltlichen Beschränkung des eingeräumten Nutzungsrechts“, wie es im Leitsatz des BGH-Urteils vom 6. Juli 2000 heißt. Der Erschöpfungsgrundsatz des Urheberrechts gilt sowohl in Deutschland als auch auf dem gesamten Gebiet der Europäischen Union und existiert in verwandter Weise ebenso in der Schweiz. Dabei erschöpft sich allerdings nicht das Recht zur Vermietung.

### Urteile

#### BGH-Urteil vom 6. Juli 2000
Im Urteil vom 6. Juli 2000 entschied der Bundesgerichtshof (BGH), dass der Erschöpfungsgrundsatz nicht durch Lizenzbestimmungen der Hersteller ausgehebelt werden kann (Az. I ZR 244/97 – OEM-Entscheidung – Urteilsbesprechung in GRUR 2001, 153). Damals klagte Microsoft gegen die Weiterveräußerung sogenannter OEM-Software, die beim Verkauf vertraglich an neue Hardware gebunden, vom Zwischenhändler aber dennoch isoliert in Handel gebracht worden war. Die Klage wurde abgewiesen. Der BGH stellte in seinem Urteil fest, dass die „Weiterverbreitung aufgrund der eingetretenen Erschöpfung des urheberrechtlichen Verbreitungsrechts frei ist“. Bereits mit der ersten Veräußerung gäbe der Berechtigte demnach die „Herrschaft über das Werksexemplar auf“. Das Werkstück würde damit „für jede Weiterverbreitung frei“. Diese Freigabe liegt laut BGH nicht nur im Interesse des Verwerters, sondern käme darüber hinaus auch der Allgemeinheit zugute. In der Urteilsbegründung heißt es weiter: „Könnte der Rechtsinhaber, wenn er das Werkstück verkauft oder seine Zustimmung zur Veräußerung gegeben hat, noch in den weiteren Vertrieb des Werkstücks eingreifen, ihn untersagen oder von Bedingungen abhängig machen, so wäre dadurch der freie Warenverkehr in unerträglicher Weise behindert.“

#### Urteil des LG Hamburg vom 29. Juni 2006
Das Landgericht Hamburg urteilte am 29. Juni 2006 (315 O 343/06 – Urteilsbesprechung in ZUM 2007, 159), dass auch einzelne Microsoft-Lizenzen aus Volumenlizenzverträgen gebraucht weiterverkauft werden dürfen. Das Gericht bestätigte, dass der Erschöpfungsgrundsatz auf jede einzelne Lizenz aus einem Volumenlizenzvertrag anzuwenden ist. In dem Urteil heißt es: „Der Verkauf bzw. die Veräußerung einzelner Microsoft-Software-Lizenzen, die zuvor im Rahmen von Volumenlizenzverträgen wie z. B. Select-Verträgen abgegeben worden waren, ist auch ohne Zustimmung von Microsoft wirksam möglich.“ Bestimmungen innerhalb der Lizenzverträge, die den Weiterverkauf einer Software einschränken sollen, sind somit unwirksam, da es sich bei der Erschöpfung um „zwingendes Recht“ handelt, das vertraglich nicht ausgehebelt werden kann. Auf die Argumentation des Klägers, eine Aufsplittung von Volumenlizenzen sei aufgrund der dabei gewährten günstigeren Konditionen nicht möglich, entgegnete das Gericht: „Das Vergütungsinteresse von Microsoft (ist) nicht zu berücksichtigen. Für die Frage des Eintrittes einer urheberrechtlichen Erschöpfung (ist dies) viel mehr gänzlich irrelevant.“

#### Urteil des OLG München vom 3. August 2006
Das OLG München bestätigte am 3. August 2006 eine einstweilige Verfügung, wonach der Handel mit gebrauchter Oracle-Software nicht zulässig ist, wenn diese per Online-Übertragung erworben wurde, d. h. ohne Original-Datenträger (CD, DVD, Tape etc.) des Herstellers (Az. 6 U 1818/06 – Urteilsbesprechung in MMR 2006, 748). Während das Gericht die grundsätzliche Rechtmäßigkeit des Handels mit gebrauchter Software nicht in Frage stellte, folgte es in dem vorliegenden Fall der Argumentation Oracles. Demnach träte die Erschöpfungswirkung bei online übertragenen Lizenzen nicht ein, da kein Vervielfältigungsstück in Handel gebracht worden sei. Diese wortwörtliche Auslegung des Erschöpfungsgrundsatzes (bzw. nicht durchgeführte analoge Anwendungserweiterung) wurde von mehreren Urheberrechtsexperten (Prof. Sosnitza, Prof. Hoeren, Dr. Grützmacher u. a.) als realitätsfremd kritisiert. Kunden von Oracle, die sich das Recht am Weiterverkauf ihrer Software sichern wollen, können zudem beim Kauf auf die Aushändigung eines Original-Datenträgers bestehen bzw. diesen nachträglich anfordern. Dann ist der Weiterverkauf auch nach dieser Rechtsauffassung legal.

#### Urteil des LG München vom 4. April 2008
Das Landgericht München I entschied am 4. April 2008 (Az. 30 O 8684/07 – Urteilsbesprechung in MMR 2008, 563), dass auch einzelne Software-Lizenzen aus Microsoft-Volumenlizenzverträgen „gebraucht“ weiterverkauft werden dürfen (rechtskräftig).
Es urteilte, … „dass der Verkauf bzw. die Veräußerung einzelner Microsoft-Software-Lizenzen, die zuvor im Rahmen von Volumenlizenzverträgen abgegeben worden waren, auch ohne Zustimmung von Microsoft im Grundsatz wirksam möglich ist.“
Das bedeutet: Auch wenn Microsoft mehrere Nutzungsrechte in einem Volumen-Paket verkauft (mit z. B. nur einer Master-CD), erschöpft sich sein Verbreitungsrecht trotzdem in Bezug auf jede einzelne Lizenz. Somit dürfen diese auch einzeln weiterverkauft werden, und nicht nur in Form des ursprünglichen Pakets.
Die Rechtsauffassung von Microsoft, nach welcher der Käufer einer Volumenlizenz nur ein Vervielfältigungsrecht, aber keine Einzellizenzen erwirbt, wurde von dem Gericht verworfen.
Das Landgericht München bezieht sich auch ausdrücklich auf das Urteil des Landgerichts Hamburg, das bereits am 29. Juni 2006 den Weiterverkauf einzelner Microsoft-Lizenzen aus Volumenlizenzverträgen für zulässig erklärt hatte (Az. 315 O 343/06 – Urteilsbesprechung in ZUM 2007, 159), und schloss sich dieser Rechtsauffassung an.

#### Urteil des OLG München vom 3. Juli 2008
Das Oberlandesgericht München entschied am 3. Juli 2008 (Az. 6 U 2759/07 – Urteilsbesprechung in MMR 2008, 601), dass ein Wiederverkauf von Oracle-Lizenzen rechtswidrig war, weil die Zustimmung des Urhebers nicht vorgelegen hatte. Dies gelte selbst beim Vertrieb von Oracle-Einzelplatzlizenzen mit Übergabe eines Original-Datenträgers. Dieses Urteil bezieht sich allerdings ausschließlich auf Oracle-Software, nicht auf Software von Microsoft oder anderer Hersteller. Der Bundesgerichtshof hat die Revision gegen dieses Urteil zugelassen, wird die Entscheidung also überprüfen.
Am 3. Februar 2011 hat der BGH mit Beschluss Az. I ZR 129/08 – zur Zulässigkeit des Vertriebs „gebrauchter“ Softwarelizenzen – drei Kernfragen zur Sache an den Gerichtshof der Europäischen Union EuGH weitergeleitet.

#### Urteil des LG Mannheim vom 22. Dezember 2009
Das Landgericht Mannheim entschied am 22. Dezember 2009, dass der Softwareanbieter einer Übertragung von Lizenzen (aus der Insolvenzmasse eines Kunden) weder aufgrund von § 34 Abs. 1, S. 2 UrhG noch aus Gründen des Kartellrechts zustimmen müsse. Diese Entscheidung wurde vom OLG Karlsruhe im Sommer 2011 unter ausdrücklicher Bezugnahme auf den Bundesgerichtshof bestätigt.

#### Urteil des BGH vom 11. Februar 2010
Der Bundesgerichtshof entschied am 11. Februar 2010 (Az. I ZR 178/08 – Urteilsbesprechung in GRUR 2010, 822), dass die zwingende Registrierung einer Software (hier: Half-Life 2) nach Installation über ein Benutzerkonto auf dem Internetserver des Softwareherstellers den urheberrechtlichen Grundsatz der Erschöpfung des Verbreitungsrechts nicht verletzt, auch wenn in den Lizenzbestimmungen der Software die Weitergabe des Benutzerkontos an Dritte untersagt ist. Dies gilt auch dann, wenn der Datenträger mit der Software daher vom Ersterwerber praktisch nicht mehr weiterverkauft werden kann.

#### Urteil des BGH vom 6. Oktober 2011
Der Bundesgerichtshof entschied am 6. Oktober 2011 (Az. I ZR 6/10 – Echtheitszertifikat), dass der Vertrieb von Sicherungs-CDs mit Echtheitszertifikate, die von den Computern abgelöst worden waren, eine Markenrechtsverletzung darstellt, weil es dem Verbraucher die falsche Aussage vermittelt, dass die Software mit der Zustimmung des Markeninhabers in Verkehr gebracht worden sei und dieser für die Echtheit einstehe. Dieses Urteil bezieht sich lediglich auf Datenträger und Echtheitszertifikat, die nicht aus demselben Paket stammen, also nicht gemeinsam verkauft wurden. Laut dem Urteil steht der Erschöpfungsgrundsatz dem nicht entgegen.

#### Urteil des BGH vom 17. Juli 2013
Der BGH hat das Urteil des Europäischen Gerichtshofs vom 3. Juli 2012 erwartungsgemäß bestätigt. An der prinzipiellen Zulässigkeit des Vertriebs von gebrauchten Softwarelizenzen ist damit nicht mehr zu rütteln. Bereits Ende 2012 hat auch das OLG Frankfurt als Folge des EuGH-Urteils vom 3. Juli 2012 seine Rechtsprechung geändert und entschieden, dass beim Gebrauchtsoftwarehandel auch das Aufspalten von Volumenlizenzen zulässig ist (Az. 11 U 68/11 vom 18. Dezember 2012).
Das vollständige Urteil ist unter Aktenzeichen I ZR 129/08 zu finden.

#### Urteil des BGH vom 11. Dezember 2014
Der Bundesgerichtshof beschäftigte sich in seinem Urteil vom 11. Dezember 2014 (I ZR 8/13) mit der Frage, ob bei einem Kauf von 40 Lizenzen des Softwarepakets „Adobe Creative Suite 4 Web Premium“ später 2 Lizenzen davon gesondert „gebraucht“ weiterverkauft werden dürfen. Dabei ging es um 40 jeweils eigenständige Lizenzen („Nutzungsrechte“), die nach Ansicht des BGHs in Folge auch eigenständig übertragen werden durften. Das BGH Urteil kann nicht als generelle Zustimmung interpretiert werden, dass per Volumenlizenz erworbene Software aufgeteilt und einzeln übertragen werden könnte. Der Begriff der „Volumenlizenz“ ist gesetzlich nicht definiert und wird bei den verschiedenen Softwareherstellern rechtlich und inhaltlich sehr unterschiedlich gebraucht. Microsoft beispielsweise versteht unter Volumenlizenzen nicht nur eine Sammlung von Einzel-Lizenzen, sondern räumt etwa bei Office Volumenlizenzen sogar Client-Server-Nutzungsrechte mit ein, also genau solche Rechte, zu denen der BGH sich im Urteil vom 17. Juli 2013 so äußerte, dass deren Aufspaltung nicht ohne weiteres zulässig ist. Das vollständige Urteil ist unter Aktenzeichen I ZR 8/13 zu finden.

#### Urteil des OLG Düsseldorf vom 12.07.2016
Das Oberlandesgericht Düsseldorf erklärte in seinem Urteil vom 12.07.2016 (20 U 117/15), dass die Meinungsäußerung „Vorsicht beim Kauf von Aufgespaltenen Volumenlizenzen“ des Lizenzberaters U-S-C rechtens sei. Dabei verwies das OLG darauf: „Die „Microsoft-Volumen-Lizenz“ ist jedenfalls dann, wenn sie auf einem Server zur gemeinsamen Nutzung durch alle Lizenzberechtigten installiert wird, nicht ohne Weiteres mit der sog. „Volumen-Lizenz“ bestehend aus einem Bündel von Einzelplatzlizenzen, wie sie den vom Bundesgerichtshof und Oberlandesgericht Frankfurt entscheidenden Fällen betreffend eine Adobe-Software zugrunde lag, gleichzusetzen.“ Das vollständige Urteil ist unter Aktenzeichen 20 U 117/15 zu finden (Urteilsbegründung 12 O 76/15, S. 11).

## Situation in der Schweiz

### Urteil des Kantonsgerichts Zug
Der Antrag von Adobe Inc., Usedsoft den Weiterverkauf von Adobe-Software zu untersagen, wurde abgelehnt (Az. ES 2010 822). Das Gericht begründet das damit, dass der Rechteinhaber, hier Adobe, eine Weiterveräusserung urheberrechtlich nicht verbieten kann.

## Situation in der Europäischen Union

### Urteil des Gerichtshofs der Europäischen Union vom 3. Juli 2012
Der EuGH stellt fest, dass gebrauchte Software weiterverkauft werden darf, unabhängig davon, wie sie erworben worden war, dies gilt auch für durch Download gekaufte Software. Muss eine durch Download erworbene Software über das Internet aktualisiert werden, steht dieses Recht auf Aktualisierung auch dem Käufer der gebrauchten Software zu. Der verkaufende Erstkäufer, so der EuGH, darf keine Kopie der Software behalten. Das ausschließliche Verbreitungsrecht des Softwareurheberrechtsinhabers ist, bezogen auf die verkaufte Kopie, erschöpft. Eine Lizenzvereinbarung, welche eine solche spätere Veräußerung untersagt, ist unwirksam.
Zugleich verfügte der EuGH ein Aufspaltungsverbot für Oracle-Lizenzen. Grund: Oracle Concurrent-Lizenzen werden mit einer Kopie auf einem Server abgelegt, und der Software-Kunde erwirbt dafür eine bestimmte Zahl von Zugriffsrechten. Da es sich dabei um eine einzige Lizenz handelt, kann diese nicht aufgeteilt (d. h. „aufgespalten“) werden. Dem trug der EuGH Rechnung. Das Urteil bezieht sich aber nicht auf sog. „Volumenlizenzen“. Hierbei handelt es sich um eine bestimmte Menge an Einzellizenzen, die aus Marketing- und Vertriebsgründen im Paket verkauft werden. Die Aufspaltung dieser Pakete und deren teilweiser Weiterverkauf ist von dem EuGH-Urteil nicht berührt, da damit keine Aufspaltung einzelner Lizenzen verbunden ist. Entsprechend haben bereits in Deutschland die Landgerichte München (Aktenzeichen 30 O 8684/07) und Hamburg (315 O 343/06) entschieden.